# Jaan Teemant
Jaan Teemant foi um advogado e político estoniano. Ocupou por 4 vezes o cargo de Sênior do Estado, uma espécie de primeiro-ministro, mas com certos poderes de presidente, que nessa época, era compartilhado com o Presidente do Riigikogu (parlamento).
Ocupou o cargo entre 15 de Dezembro de 1925 a 9 de Dezembro de 1927 (3 mandatos) e entre 19 de Fevereiro de 1932 e 19 de Julho de 1932.